# PH-1 (rapper)
Este é um nome coreano; o nome de família é Park.
Park Jun-won (Hangul: 박준원, nascido em 23 de julho de 1989), mais conhecido pelo seu nome artístico pH-1, é um rapper coreano-americano. Ele lançou seu primeiro EP, The Island Kid, em 2017, seguido pelo álbum HALO em 2019. O nome artístico pH-1 é uma combinação de seu nome, "p" de seu sobrenome Park, "H" do nome inglês Harry e "Won" do nome coreano Park Jun-won.

## Vida e carreira

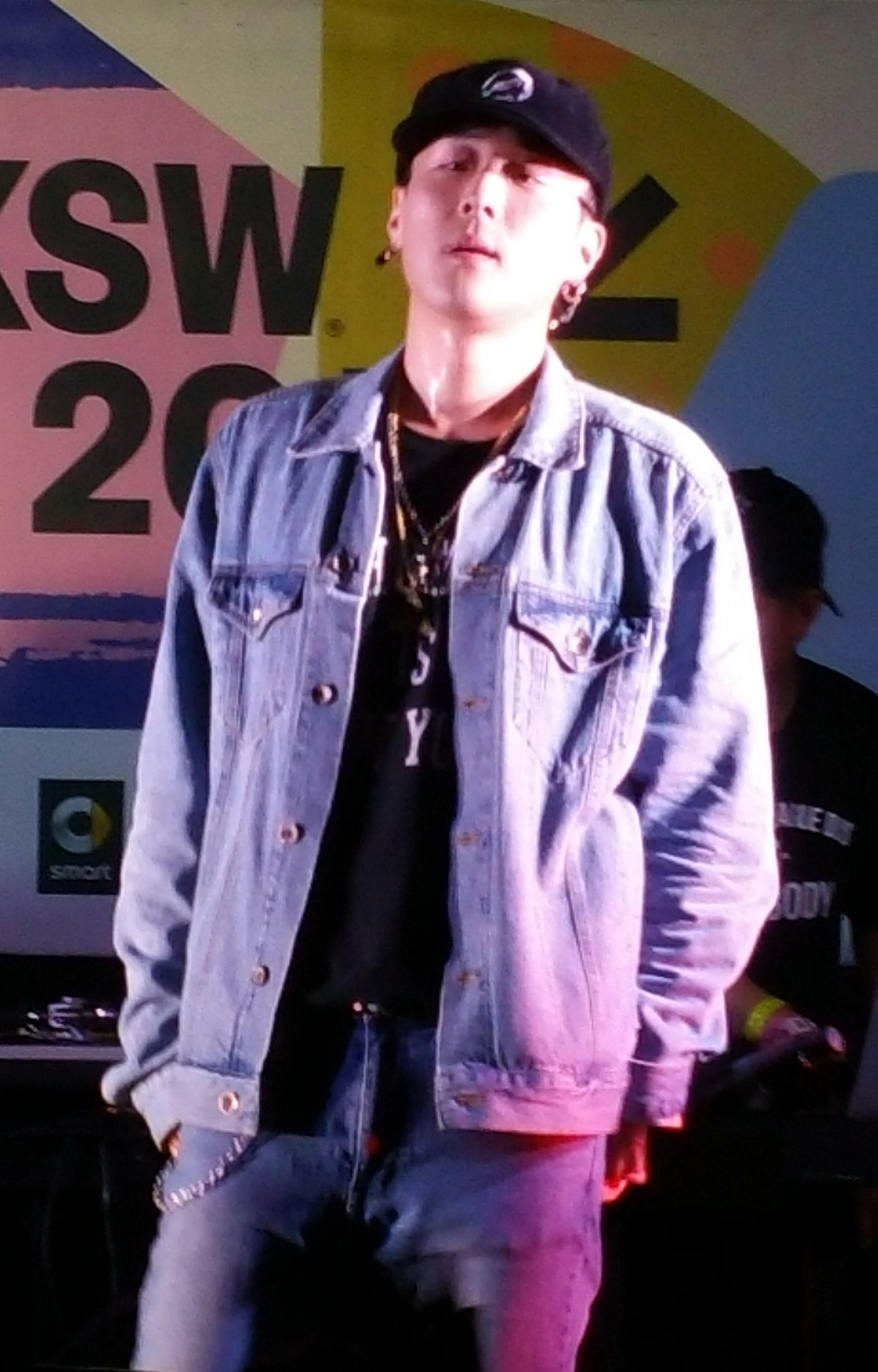
pH-1 no SXSW em 2018.

pH-1 nasceu na Coreia do Sul e se mudou para Nova York, Estados Unidos entre seus 12 e 13 anos de idade. Ele estudou biologia no Boston College e trabalhou como assistente de dentista em sua pós-graduação. Mais tarde, o rapper foi contratado por uma empresa de desenvolvimento web antes de se mudar para a Coreia do Sul em 2016. Ele então se mudou para a Coreia em busca de sua carreira musical, logo após Jay Park entrar em contato com o rapper via Instagram, o chamando para se juntar à sua gravadora recém-formada, H1GHR Music. As três palavras-chave que pH-1 busca mostrar em suas músicas são verdade, positividade e experiência, com o objetivo de espalhar apenas mensagens positivas. 

## Discografia

### Álbuns de estúdio
| Título                        | Detalhes do álbum                                                                           | Posições nos charts | Vendas       |
| Título                        | Detalhes do álbum                                                                           | KOR                 | Vendas       |
| ----------------------------- | ------------------------------------------------------------------------------------------- | ------------------- | ------------ |
| Halo                          | - Lançamento: 28 de março de 2019 - Empresa: H1GHR Music - Formatos: CD, download digital   | 21                  | - KOR: 3,782 |
| Álbuns de compilação da H1GHR |                                                                                             |                     |              |
| H1ghr: Red Tape               | - Lançamento: 2 de setembro de 2020 - Empresa: H1GHR Music - Formatos: CD, download digital | —                   | Indisponível |
| H1ghr: Blue Tape              | - Lançamento: 16 de setembro 2020 - Empresa: H1GHR Music - Formatos: CD, download digital   | —                   | Indisponível |

### Mixtape
| Título | Detalhes do álbum                                                                       | Posições nos charts | Vendas     |
| Título | Detalhes do álbum                                                                       | KOR                 | Vendas     |
| ------ | --------------------------------------------------------------------------------------- | ------------------- | ---------- |
| X      | - Lançamento: 8 de maio de 2020 - Empresa: H1ghr Music - Formatos: CD, download digital | 27                  | KOR: 4,579 |

### Extended plays
| Título          | Detalhes do álbum                                                                                    | Posições nos charts | Vendas       |
| Título          | Detalhes do álbum                                                                                    | KOR                 | Vendas       |
| --------------- | --- | ------------------- | ------------ |
| The Island Kid  | - Lançamento: 18 de outubro de 2017 - Empresa: H1GHR Music, CJ E&M - Formatos: CD, download digital  | 45                  | Indisponível |
| Gatsby          | - Lançamento: 4 de fevereiro de 2018 - ̩Empresa: H1GHR Music, CJ E&M - Formatos: CD, download digital | —                   | Indisponível |
| harry           | - Lançamento: 22 de junho de 2018 - Empresa: H1GHR Music, CJ E&M - Formatos: CD, download digital    | —                   | Indisponível |
| loves           | - Lançamento: 20 de agosto de 2018 - Empresa: H1GHR Music, CJ E&M - Formatos: CD, download digital   | —                   | Indisponível |
| Staying         | - Lançamento: 24 de novembro de 2018 - Empresa: H1GHR Music, CJ E&M - Formatos: CD, download digital | —                   | Indisponível |
| Summer Episodes | - Lançamento: 23 de julho de 2019 - Empresa: Stone Music Entertainment - Formatos: download digital  | —                   | Indisponível |

### Singles
| Título | Ano                    | Posições nos charts    | Vendas (DL)            | Álbum                          |  |
| Título | Ano                    | KOR                    | Vendas (DL)            | Álbum                          |  |
| Como artista principal                                                                                          | Como artista principal | Como artista principal | Como artista principal | Como artista principal         |  |
| --- | ---------------------- | ---------------------- | ---------------------- | ------------------------------ |  |
| "Wavy" | 2016                   | —                      | Indisponível           | Sem álbum                      |  |
| "Perfect" | 2016                   | —                      | Indisponível           | Sem álbum                      |  |
| "Donut" feat. Jay Park                                                                                          | 2017                   | —                      | Indisponível           | The Island Kid                 |  |
| "Penthouse" feat. Sik-K                                                                                         | 2018                   | —                      | Indisponível           | Gatsby                         |  |
| "Expensive" | 2018                   | —                      | Indisponível           | harry                          |  |
| "Cupid" feat. PENOMECO                                                                                          | 2018                   | —                      | Indisponível           | loves                          |  |
| "Hate You" feat. Woo Won-jae                                                                                    | 2018                   | 19                     | Indisponível           | Show Me the Money 777          |  |
| "Orange" feat. Jay Park                                                                                         | 2018                   | 56                     | Indisponível           | Show Me the Money 777          |  |
| "Flaker" | 2018                   | —                      | Indisponível           | Staying                        |  |
| "Like Me" | 2019                   |                        | Indisponível           | HALO                           |  |
| "Malibu" feat. The Quiett, Mokyo                                                                                | 2019                   |                        | Indisponível           | HALO                           |  |
| "BOOL" feat. Beezino                                                                                            | 2019                   | 99                     | Indisponível           | Summer Episodes                |  |
| "Truman Show Remix" feat. Ahn Byeong Woong, Owen Ovadoz                                                         | 2019                   |                        | Indisponível           | Sem álbum                      |  |
| "Nerdy Love" feat. Baek Ye-rin                                                                                  | 2020                   |                        | Indisponível           | Sem álbum                      |  |
| "PACKITUP!" | 2020                   |                        | Indisponível           | X                              |  |
| "ANYMORE" feat. Ash Island                                                                                      | 2020                   |                        | Indisponível           | X                              |  |
| "Antisocial (Prod. Mokyo)"                                                                                      | 2021                   |                        | Indisponível           | Sem álbum                      |  |
| "365&7" feat. Jamie                                                                                             | 2021                   |                        | Indisponível           | Sem álbum                      |  |
| "Lately" feat. Hoody                                                                                            | 2021                   |                        | Indisponível           | Sem álbum                      |  |
| Colaborações |                        |                        |                        |                                |  |
| "Iffy" feat. Sik-K, Jay Park                                                                                    | 2017                   | 99                     | - KOR: 20,106          | Sem álbum                      |  |
| "Good Day" feat. Kid Milli, Loopy, feat. Paloalto                                                               | 2018                   | 4                      | Indisponível           | Show Me the Money 777          |  |
| "119" feat. nafla, Kid Milli, OLNL, Loopy, Superbee                                                             | 2018                   | 46                     | Indisponível           | Show Me the Money 777          |  |
| "Giddy Up" feat.S ik-K, Haon, Woodie Gochild, Jay Park                                                          | 2019                   | 120                    | Indisponível           | Sem álbum                      |  |
| "Blue Champagne" feat. Cheeze                                                                                   | 2019                   | 172                    | Indisponível           | Sem álbum                      |  |
| "Water" feat. Sik-K, Jay Park, Woodie Gochild, Haon                                                             | 2019                   |                        | Indisponível           | Officially OG por Sik-K        |  |
| "Gang Official Remix" feat. Sik-K, Jay Park, Haon                                                               | 2020                   | 4                      | Indisponível           | Sem álbum                      |  |
| "Achoo" feat. Miranni, Haon                                                                                     | 2020                   | —                      | Indisponível           | Show Me the Money 9            |  |
| "Never Again" feat. Xbf                                                                                         | 2020                   |                        | Indisponível           | Transit #2                     |  |
| "VVS (H1ghr Remix)" feat. BIG Naughty, Trade L, Jay Park, Woodie Gochild, Kidd King                             | 2021                   | —                      | Indisponível           | (G+Jus)                        |  |
| "Achoo" (Remix) feat. Miranni, Munchman, Sik-K, Dbo, Kid Milli, Swings, Justhis                                 | 2021                   | —                      | Indisponível           | (G+Jus)                        |  |
| "Zero:Attitude" (Soyou, Iz*One ft. pH-1)                                                                        | 2021                   | 119                    | Indisponível           | 2021 Pepsi X Starship          |  |
| "Mentors" (The Quiett, Simon Dominic, Nucksal, Jay Park, Loco, PH-1, Changmo, Yumdda, Way Ched, Woogie)         | 2021                   | —                      | Indisponível           | High School Rapper 4 Episode 0 |  |
| "Mungpal" (Paloalto, pH-1)                                                                                      | 2021                   | —                      | Indisponível           | Sem álbum                      |  |
| "DNA Remix" (Jay Park, YLN Foreign, Woogie, D.Ark, 365LIT, pH-1, Lil Boi, Lee Young-ji, Ourealgoat, Choo, OSUN) | 2021                   | —                      | Indisponível           | Sem álbum                      |  |
| "ALL IN" (Jay Park, pH-1)                                                                                       | 2021                   | TBA                    | Indisponível           | Sem álbum                      |  |